# لشکر ۸۴ پیاده (ایالات متحده آمریکا)
لشکر ۸۴ پیاده (انگلیسی: 84th Division) لشکر پیاده‌نظام آموزشی نیروی زمینی ایالات متحده آمریکا است، که در سال ۱۹۱۷ تأسیس شد.
در طول جنگ جهانی اول، این واحد به عنوان لشکر ۸۴، نیروهای اعزامی آمریکا تعیین شد و در خلال جنگ جهانی دوم، به عنوان لشکر ۸۴ پیاده شناخته می‌شد. از سال ۱۹۴۶ تا ۱۹۵۲، این واحد بخشی از نیروی ذخیره ارتش ایالات متحده به عنوان لشکر ۸۴ هوابرد فعالیت می‌کرد. در سال ۱۹۵۹، این واحد مجدداً سازماندهی و به عنوان لشکر ۸۴ نامگذاری شد. ستاد مرکزی این واحد در میلواکی قرار داشت و فرماندهی بیش از ۴۱۰۰ سرباز را بر عهده داشت که در ۸ تیپ در هفت ایالت پراکنده بودند.
تغییرات در سازمان‌های ذخیره نیروی زمینی ایالات متحده آمریکا از سال ۲۰۰۵ تا ۲۰۰۷، این واحد را به عنوان فرماندهی ۸۴ آموزشی دوباره طراحی کرد و با مرکز آموزش آمادگی نیروی ذخیره ارتش ادغام شد و پرچم آن در فورت مک‌کوی، ویسکانسین، مستقر بود. در نتیجهٔ طرح تجدید آرایش و تعطیلی پایگاه‌ها در سراسر نیروی زمینی آمریکا، فرماندهی آموزش و تربیت به فورت ناکس، کنتاکی منتقل شد. فرماندهی ۸۴ آموزشی ۸۴ پیش از آن در سپتامبر ۲۰۰۸، تحت یک انتقال فرماندهی به فورت ناکس، کنتاکی قرار گرفت. از زمان این انتقال، فرماندهی ۸۴ آموزشی ۸۴ و فرماندهی آموزش و تربیت از هم جدا شدند و فرماندهی آموزش و تربیت با آمادگی رهبری و پشتیبانی آموزشی باقی ماند.
در سپتامبر ۲۰۱۰، فرماندهی ۸۴ آموزشی سازماندهی مجدد خود را آغاز کرد. مأموریت لشکر ۸۴ پیاده در حال حاضر از سه لشکر آموزشی شماره‌گذاری شده و سه لشکر آموزشی نامگذاری شده پشتیبانی می‌کند که شامل لشکر ۷۸ آموزشی (فورت دیکس، نیوجرسی)، لشکر ۸۶ آموزشی (فورت مک‌کوی، ویسکانسین) و لشکر ۹۱ آموزشی (فورت هانتر لیگت، کالیفرنیا)، لشکر آموزشی آتلانتیک (فورت دیکس، نیوجرسی)، لشکر آموزشی گریت لیکس (آرلینگتون هایتس، ایلینوی) و لشکر آموزشی پاسیفیک (کمپ پارکس، دوبلین، کالیفرنیا) می‌باشند.
طبق سنت، این لشکر ریشه در گروهان شبه‌نظامی ایلینوی دارد که کاپیتان جوان آبراهام لینکلن در طول جنگ شاهین سیاه ۱۸۳۲ در آن خدمت می‌کرد. این نشان لشکر برای بزرگداشت این میراث و خاستگاه لشکر در ایلینوی انتخاب شده است. به همین دلیل، نام مستعار جایگزین لشکر «شهرستان لینکلن» برای اشاره به لشکر ۸۴ام استفاده شده است.